# ウィリアム・マリル

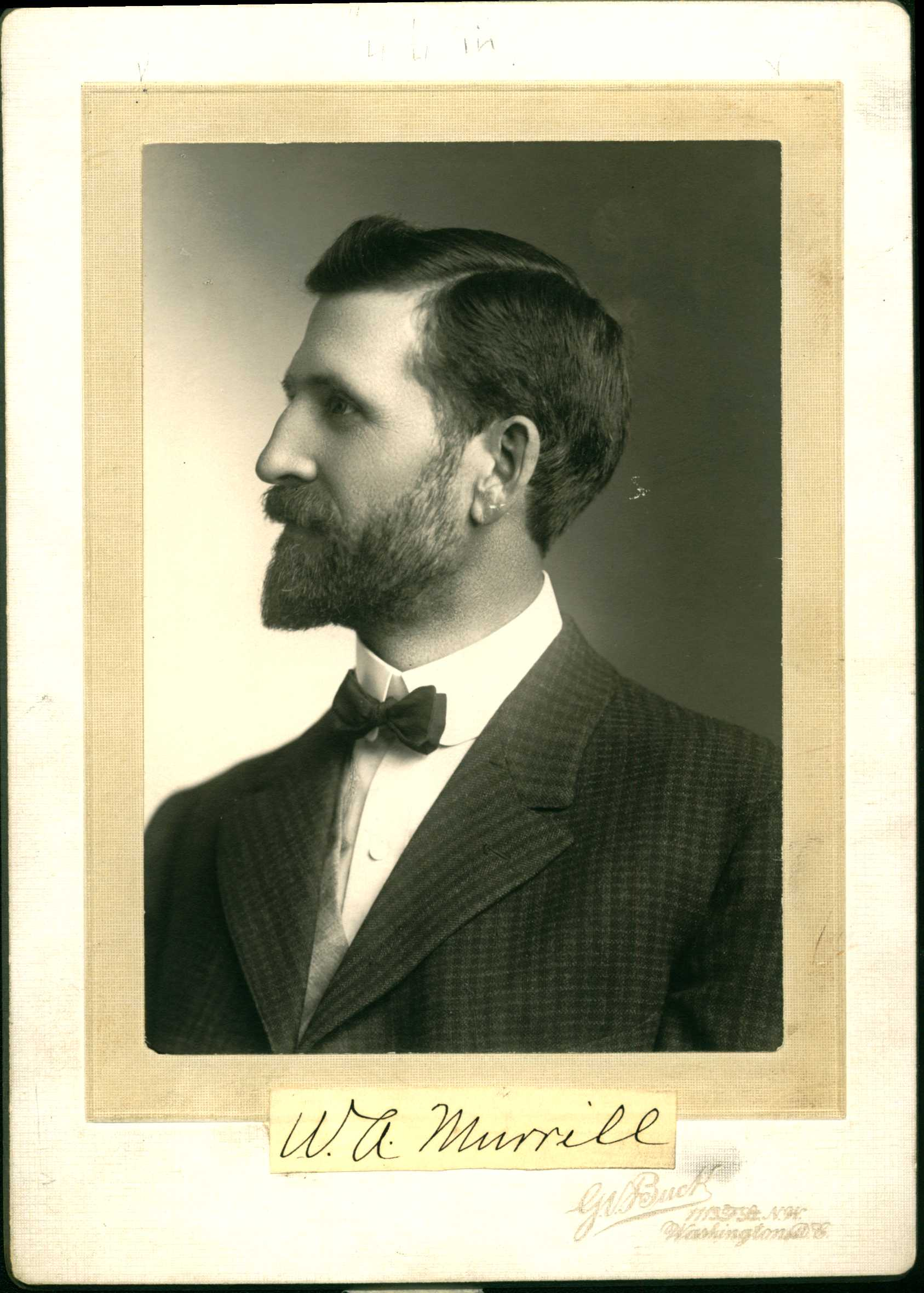
ウィリアム・マリル

ウィリアム・マリル（William Alphonso Murrill、1869年10月13日 - 1957年12月25日）はアメリカ合衆国の植物学者、菌類学者である。ニューヨーク植物園で働き、菌類の分類学に貢献した。

## 略歴
バージニア州のリンチバーグに生まれた。バージニア農業機械大学で学んだ後、ランドルフ＝メイコン大学で学び、コーネル大学で博士号を得た。その後4年間をニューヨークのデウィット・クリントン高校で生物学を教えた。
トーリー植物クラブで、ニューヨーク植物園の園長、ナサニエル・ロード・ブリトンと知り合い、1904年にニューヨーク植物園の学芸員助手となり、その後、フランクリン・サムナー・アール（Franklin Sumner Earle）の後を継いで、菌類学のスタッフとなり、1909年から1919年の間、園長補を務めた。1924年に子供の死とその後の離婚問題などから失踪事件を起こし、植物園をやめ、1930年代からフロリダ大学で働き、菌類学の研究を再開した。
南北アメリカ、カリブ海地域で、70,000を超える菌類標本を集め、約14,000の標本はニューヨーク植物園に保存されている。ヨーロッパの標本館の菌類も研究し、いくつかの新種菌類の同定と記載を行った。
Hymenomycetes、Boletaceae、Polyporaceaeなどの菌類の科のモノグラフ（総説論文）を執筆し、100編を超える論文を執筆した。1904年に学術誌、"Mycologia"の創刊に参加し、1909年から1924年の間、編集に携わった。